# Barbara Chiappini

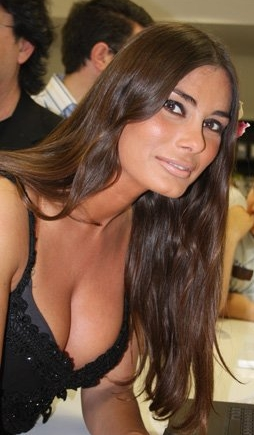
Barbara Chiappini.

Barbara Chiappini (Piacenza, 2 de novembro de 1974) é uma atriz e modelo italiana. 
Formada no Conservatório de Piacenza, Chiappini estudou o violino por quatro anos. Foi a candidata da Itália no concurso Miss Mundo de 1993, tendo lá recebido o primeiro prêmio de uma italiana ao ser escolhida Miss Mundo fotogênica. Notabilizou-se pelas numerosas aparições em cinema, televisão, reality shows, e no teatro, a exemplo de uma montagem de Muito Barulho por Nada em 2005, quando atuou como protagonista.